# Goldfarbener Rübenaaskäfer
Der Goldfarbene oder Braune Rübenaaskäfer (Aclypea opaca, Syn.: Blitophaga opaca) ist ein Käfer aus der Familie der Aaskäfer (Silphidae). Die Art gilt in Teilen Europas als Schädling an Rüben.

## Merkmale
Die Käfer erreichen eine Körperlänge von 9 bis 12 Millimetern. Sie haben eine schwarze Körperfarbe, sind aber dicht anliegend fein golden behaart, selten auch grau behaart, gelegentlich kommen auch unbehaarte Tiere vor. Die Oberlippe ist vorn tief ausgerandet (Gattungsmerkmal, Unterschied zur Gattung Silpha). Der Halsschild trägt beidseits der Mitte zwei (bis sechs) unbehaarte, glänzende Flecken, die sehr selten fehlen können. Die Deckflügel (Flügeldecken) haben je drei Längsrippen, am Ende der dritten befindet sich eine Beule, zwischen den Rippen sind sie eben und durch seichte gleichmäßige Punktierung matt. Die Tarsen sind rotbraun gefärbt. Die der Männchen sind an den ersten vier Gliedern der vorderen und mittleren Beinpaare verbreitert, darüber hinaus befindet sich an diesen Beinpaaren ein sichelförmiger Dorn am Ende der Schienen (Tibien).

### Ähnliche Arten
- Aclypea souverbii mit gleichmäßig punktiertem Pronotum ohne unbehaarte, glänzende Flecken. Nur in alpinen Lagen der Pyrenäen und Karpaten (sowie im Altai und Sajangebirge) verbreitet.
- Aclypea undata mit unbehaarter Oberseite und Pronotum ohne glänzende Flecken sowie kurzrissiger Punktierung auf den Flügeldecken.

## Verbreitung
Die Tiere kommen in Europa, im nördlichen Mittelasien (südlich bis zur Mongolei) und in Nordasien, in Sibirien nördlich bis 62° nördlicher Breite, vor. In Europa sind sie vor allem im Norden und Osten häufig, im Westen und Süden selten. In Nordamerika wird nur ein kleines Areal im äußersten Nordwesten, in Alaska und Nordwest-Territorien, besiedelt, Angaben weiter südlich beruhen auf Verwechslung mit der ähnlichen Aclypea bituberosa.

## Lebensweise
Die Imagines leben auf Feldern und Wiesen und ernähren sich polyphag von Pflanzen, beispielsweise von Gänsefüßen, Rüben und Gräsern. Die Weibchen legen ungefähr 120 Eier in einem Zeitraum von etwa 45 Tagen in den Boden ab. Die daraus schlüpfenden Larven sind schwarz gefärbt und gelb gerandet. Ihre Fühler sind rostrot, die Beine sind gelbbraun. Auch sie ernähren sich pflanzlich und bevorzugen vor allem Fuchsschwanzgewächse (Amaranthaceae). Sie fressen entweder am Rand der Blätter oder nagen Löcher in diese. Die Verpuppung erfolgt im Erdboden. Die neue Generation schlüpft im Juni und bereitet sich im Herbst auf die Überwinterung unter Steinen oder in trockenem Laub bzw. Waldstreu vor. Zu den wichtigsten Fressfeinden des Goldfarbenen Rübenaaskäfers zählen Laufkäfer, Rebhuhn und Jagdfasan.